# El mestre carnisser
El mestre carnisser (títol original en alemany, Der Club der singenden Metzger) és un telefilm alemany de 2019 dirigit per Uli Edel. Es va estrenar el 3 de juliol de 2019 al Festival de Cinema de Múnic i es va emetre per primera vegada al canal Das Erste el 27 de desembre del mateix any. S'ha doblat al valencià per a À Punt; anteriorment, s'havia subtitulat al català oriental central.
La pel·lícula explica la història de dues famílies que emigren d'Alemanya als Estats Units al mateix temps després de la Primera Guerra Mundial. El guió està basat en la novel·la The Master Butchers Singing Club de Louise Erdrich.